# Cove, Utah
Cove är en census-designated place i Cache County i Utah. Enligt 2010 års folkräkning hade Cove 460 invånare.